# Sông Bạ Mưu
Sông Bạ Mưu là một con sông đổ ra Sông Lạch Tray. Sông có chiều dài 22 km và diện tích lưu vực là km². Sông Bạ Mưu chảy qua các tỉnh Hải Dương, Hải Phòng.